# Publizistikwissenschaft
Publizistikwissenschaft ist eine wissenschaftliche Forschungsdisziplin im Bereich der Sozial- und Geisteswissenschaften, die sich mit Massenkommunikationsvorgängen befasst. Die Publizistikwissenschaft ging aus der Zeitungswissenschaft hervor und gehört zur Kommunikationswissenschaft. Sie ist zudem mit der Medienwissenschaft verwandt.

## Parallelen zur Kommunikationswissenschaft
Die Publizistikwissenschaft gilt als direkte Nachfolgedisziplin der Zeitungswissenschaft. Deren Bezeichnung geht auf das Jahr 1926 zurück, in dem der Begriff geprägt wurde.
Die Abgrenzung der Publizistikwissenschaft zur Kommunikationswissenschaft ist seit Mitte der 1980er Jahre strittig. Heute wird sie zumeist als Vorläuferin der Kommunikationswissenschaft betrachtet.
Viele Institute für Publizistikwissenschaft nennen sich heute wegen der breiteren Aufgabenstellung des Fachs Kommunikationswissenschaft und verwenden den alten Begriff nicht mehr. Die Deutsche Gesellschaft für Publizistik- und Kommunikationswissenschaft (DGPuK), die Fachgesellschaft der Institute für Publizistik- und Kommunikationswissenschaft verwendet die beiden Bezeichnungen synonym. Die Standardwerkautoren Otfried Jarren und Heinz Bonfadelli sprechen von Publizistik- und Kommunikationswissenschaft als einem Fach. Die Publizistikwissenschaft sei in dieser neuen Disziplin aufgegangen.
Andere Autoren bemühen sich jedoch weiterhin darum, die Publizistikwissenschaft gegenüber der Kommunikationswissenschaft abzugrenzen. Argumente für eine solche Abgrenzung sind unter anderem ihre Tradition als historisch-hermeneutisch arbeitende Geisteswissenschaft, während sich die Kommunikationswissenschaft seit den 1960er Jahren als empirisch arbeitende Sozialwissenschaft versteht, und die Festlegung der Publizistikwissenschaft nur auf das Publikationswesen. Nach dem Umbau der Kommunikationswissenschaft, wird vorgeschlagen, die Publizistikwissenschaft einzubauen (Manfred Rühl).